# Porte Verte
La porte Verte (en polonais : Brama Zielona, en allemand : initialement Koggentor, maintenant Grünes Tor) est située dans la vieille ville de Gdansk, en Pologne. Elle en est l'une des plus remarquables attractions touristiques. Elle est située entre le Long Marché (Długi Targ) et la rivière Motława.

## Histoire

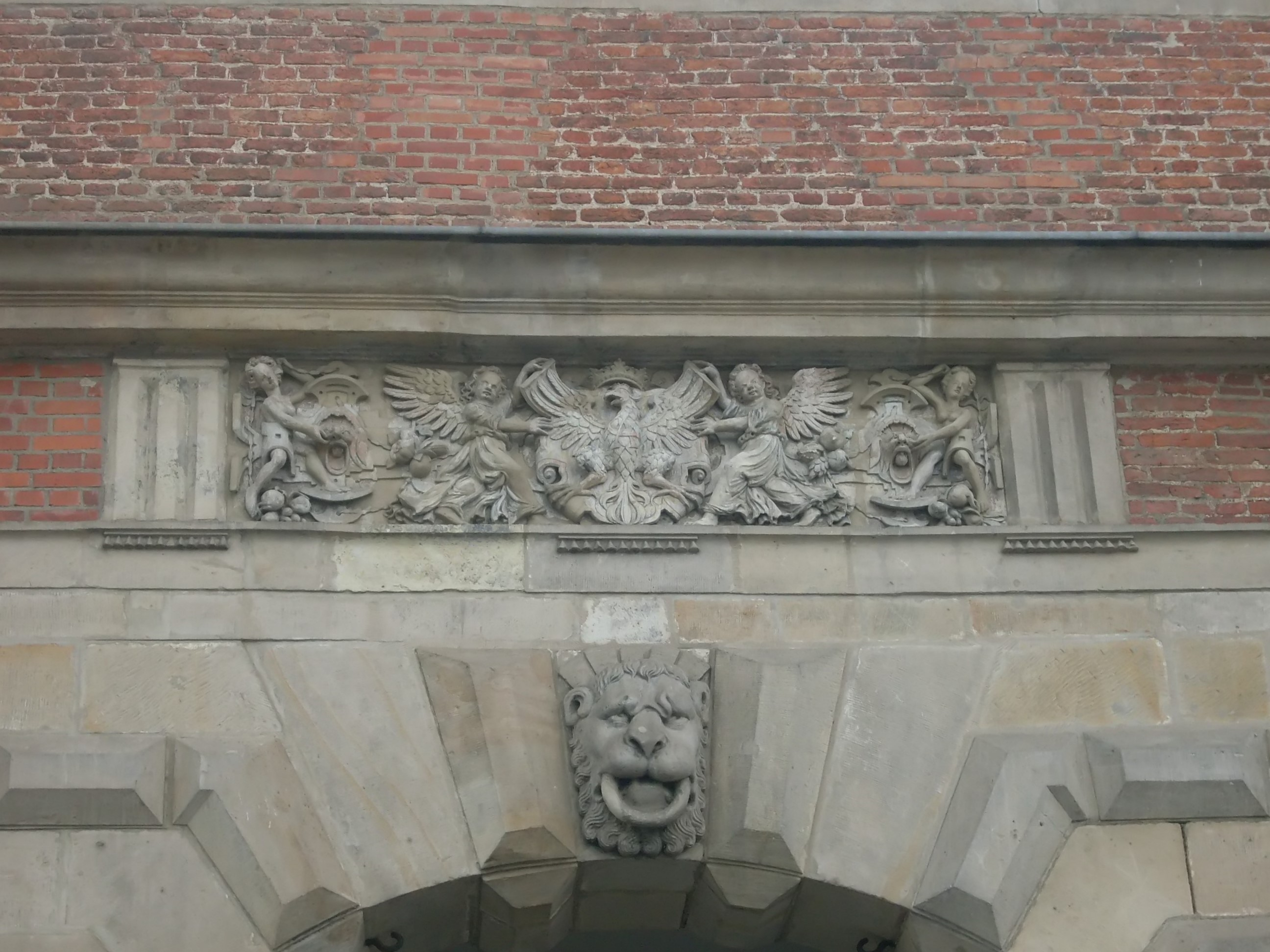
Armoiries de la Pologne au XVIe siècle

Avec la porte Dorée et la porte Haute, la porte Verte s'étend sur le Long Marché et la rue Longue, l'ensemble composant la voie Royale. La porte Verte a été clairement inspirée par l'hôtel de ville d'Anvers. Il a été construit en 1568-71 comme une résidence officielle des rois de Pologne. C'est un chef-d'œuvre de Régnier (ou Reiner van Amsterdam), un architecte d'Amsterdam, et reflète l'influence très nette de l'architecture flamande dans la ville de Gdansk. 
Du 11 au 20 février 1646, la future reine de Pologne, Marie-Louise de Gonzague, a été se divertir ici. À la fin du XVIIIe siècle, la Société naturaliste y logeait, mais avait ensuite déménagé à la Maison Naturaliste (Maison de la Société de Recherche). Après avoir été détruite pendant la Seconde Guerre mondiale, la porte a été reconstruite. En 2002, un effondrement partiel a pu être corrigé en peu de temps.

## Usages
Aujourd'hui, la porte Verte abrite le musée national de Gdańsk. Des expositions, des réunions, des conférences et des spectacles sont organisés ici. Le bureau de l'ancien président polonais Lech Wałęsa est situé dans l'une des salles.

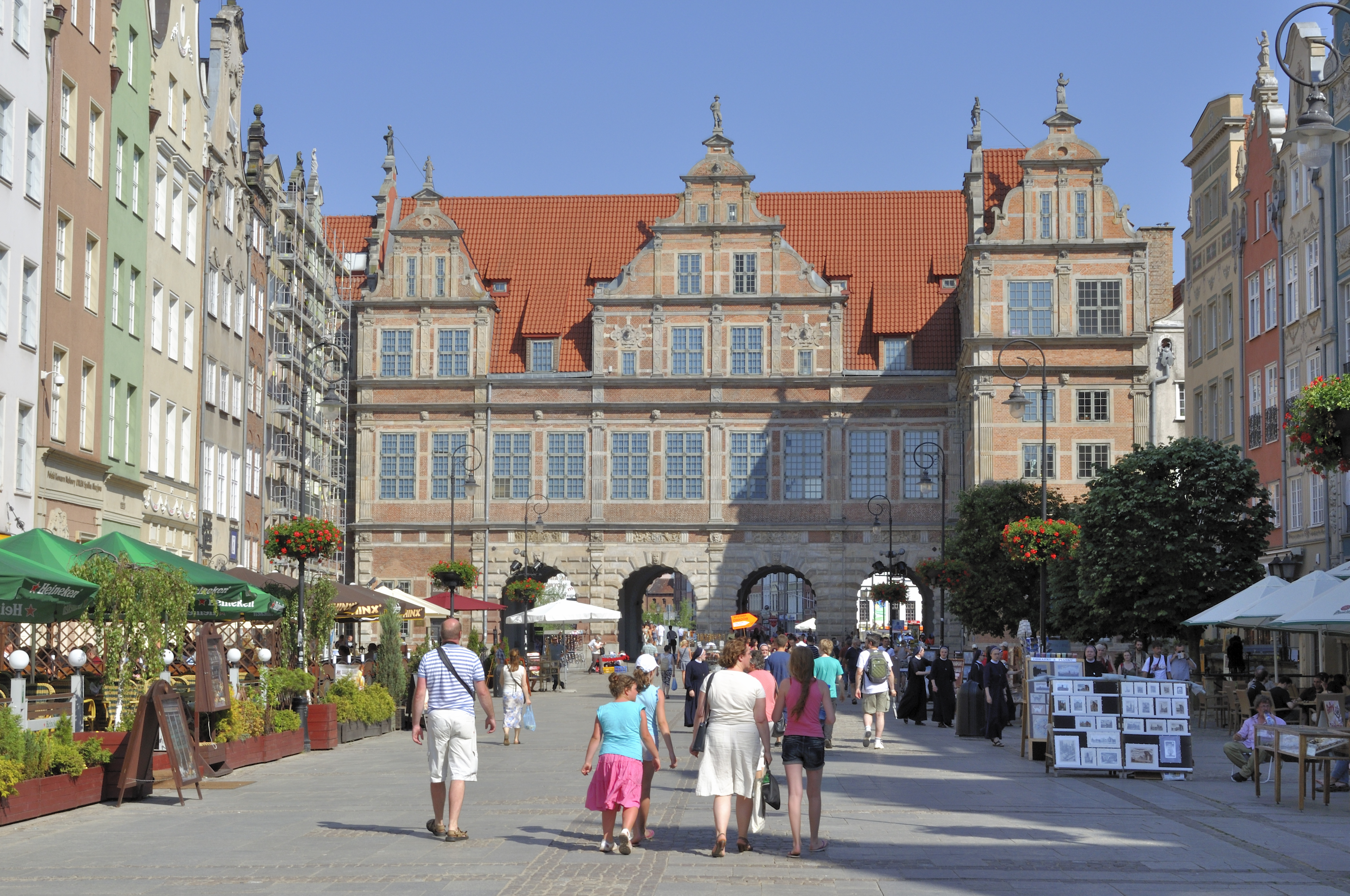
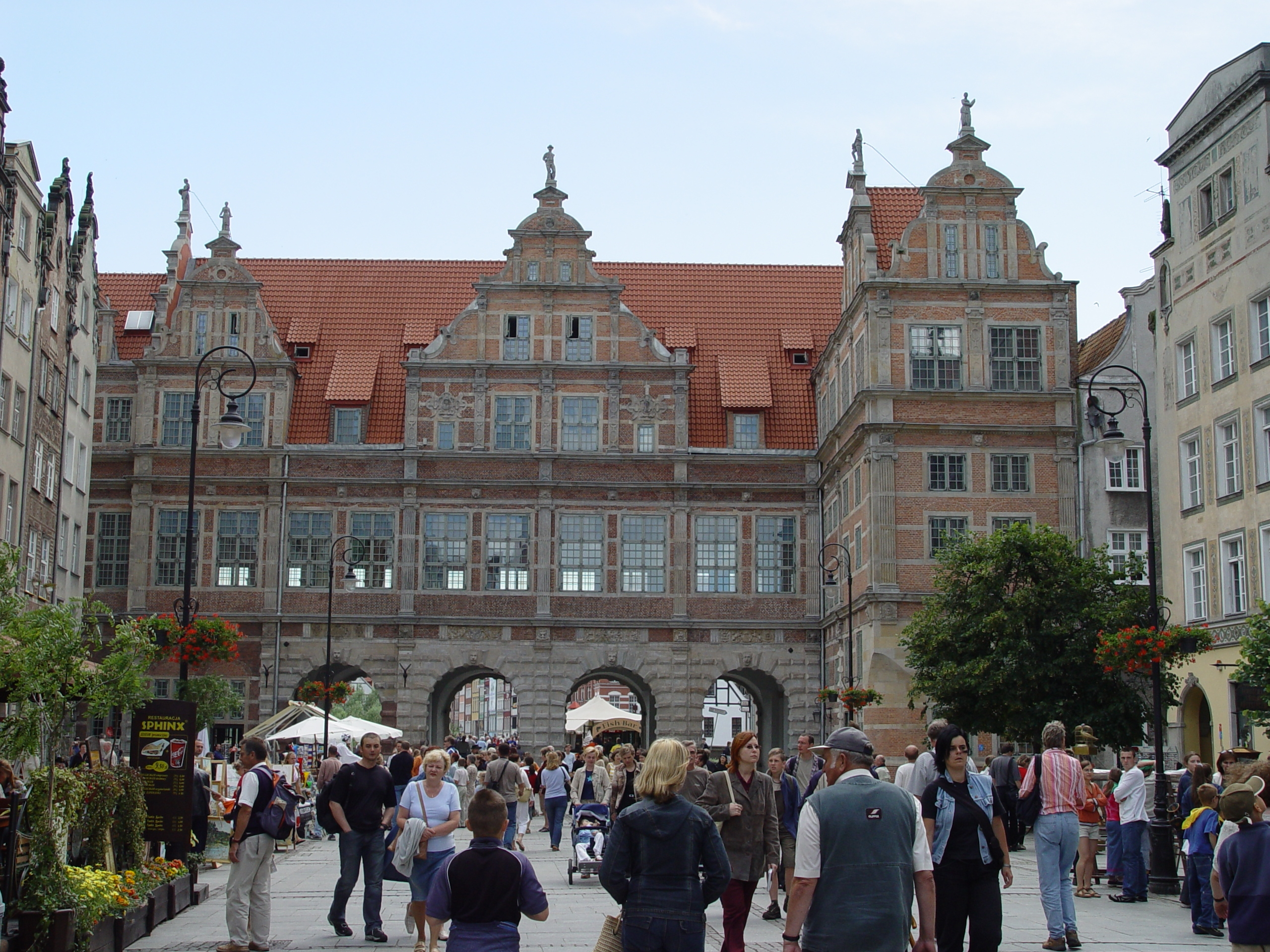
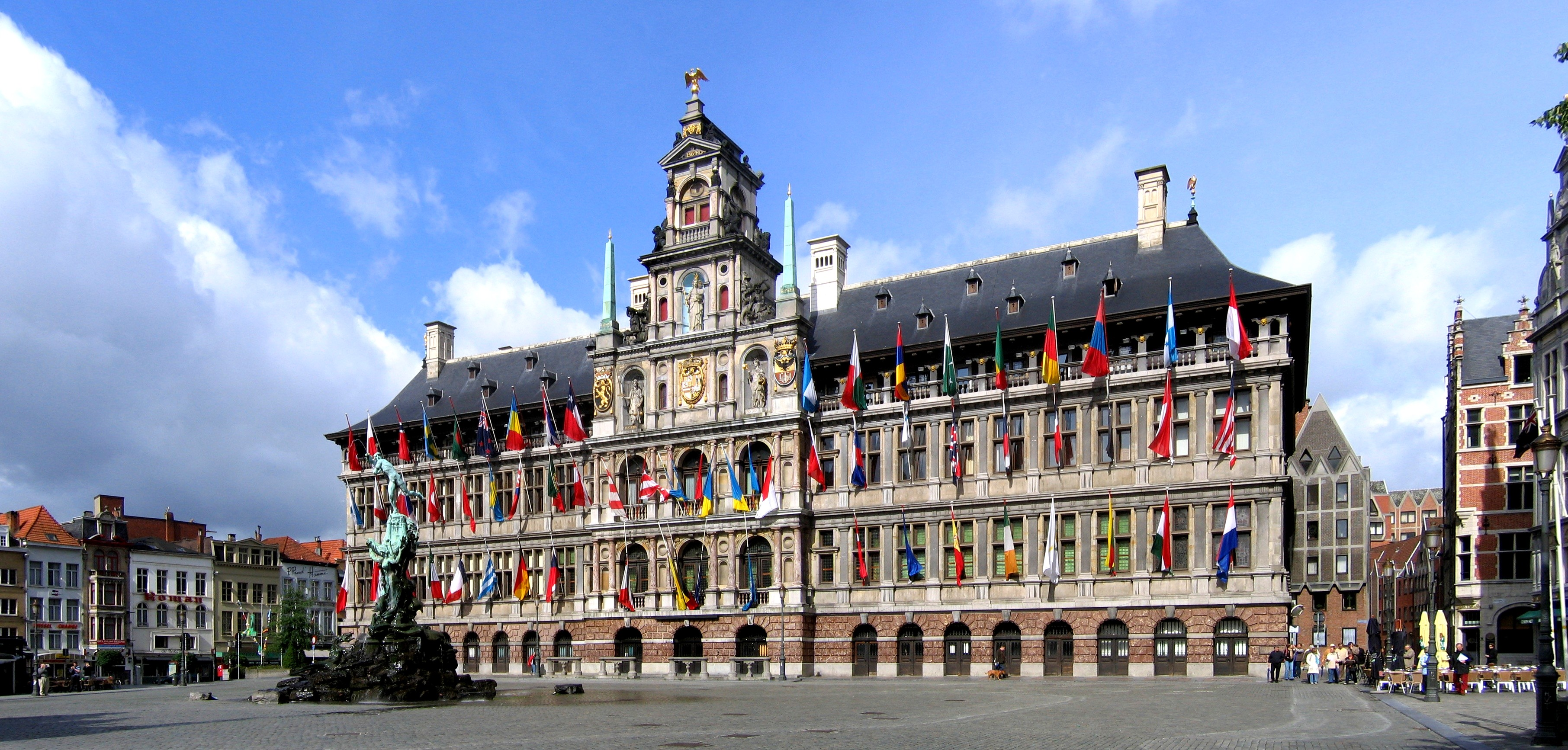
Hôtel de ville d'Anvers